# Lusignac
Lusignac là một xã của Pháp, nằm ở tỉnh Dordogne trong vùng Aquitaine của Pháp. Xã này có diện tích 7,88 km2, dân số năm 2005 là 181 người. Xã nằm ở khu vực có độ cao trung bình 150 m trên mực nước biển.

## Hành chính
| Danh sách các xã trưởng                |             |                 |                  |         |
| Giai đoạn                              | Giai đoạn   | Tên             | Đảng             | Tư cách |
| 2002                                   | đương nhiệm | Marcel Gourdoux | không chính thức | hưu trí |
| Tất cả các dữ liệu trước đây không rõ. |             |                 |                  |         |

## Thông tin nhân khẩu
| Năm    | 1962 | 1968 | 1975 | 1982 | 1990 | 1999 | 2005 |
| ------ | ---- | ---- | ---- | ---- | ---- | ---- | ---- |
| Dân số | 239  | 210  | 201  | 192  | 192  | 185  | 181  |